# Christ-Erlöser-Kathedrale (Moskau)

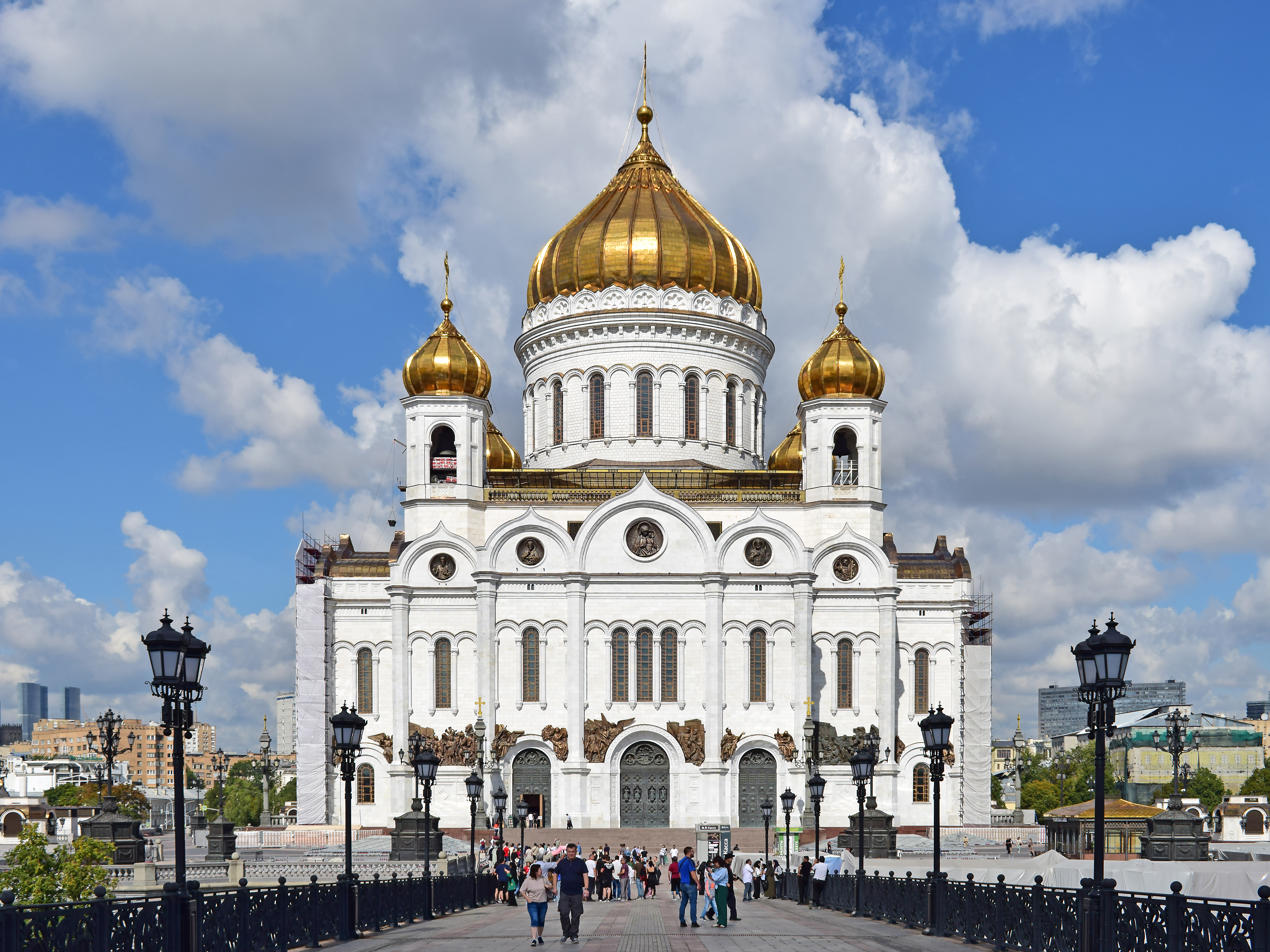
Christ-Erlöser-Kathedrale

Die Christ-Erlöser-Kathedrale (russisch Храм Христа́ Спаси́теля Chram Christa Spasitelja) ist eine Kathedrale in der russischen Hauptstadt Moskau. Sie gilt als das zentrale Gotteshaus der Russisch-Orthodoxen Kirche und gehört mit 103 Metern zu den höchsten orthodoxen Sakralbauten weltweit. Die am linken Ufer der Moskwa westlich des Kremls stehende Kathedrale wurde ursprünglich 1883 nach Entwürfen von Konstantin Andrejewitsch Thon im neorussischen Stil erbaut. Während der Stalin-Diktatur wurde sie 1931 zerstört, um an ihrer Stelle den Palast der Sowjets zu errichten, dessen Bau jedoch nicht über die Fundamente hinauskam, die ab 1958 zum Schwimmbad Moskwa umfunktioniert wurden. Nach dem Zerfall der Sowjetunion wurde die Kathedrale 1995 bis 2000 weitestgehend originalgetreu wiederaufgebaut.

## Geschichte

### Vorgeschichte

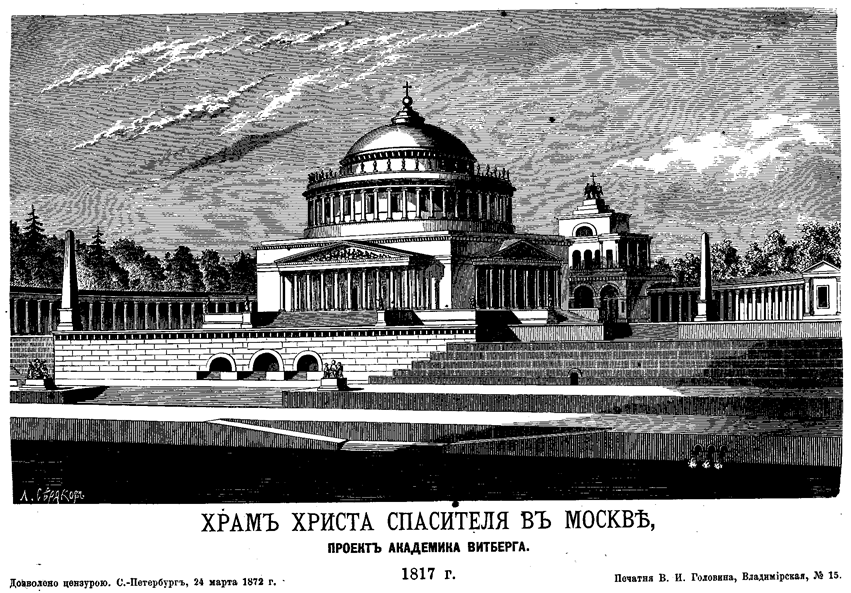
Nicht ausgeführter Entwurf Alexander Witbergs, 1817

Die Geschichte der Moskauer Christ-Erlöser-Kathedrale begann im frühen 19. Jahrhundert. Anlass für ihren Bau war der Sieg Russlands über Napoleon Bonaparte im sogenannten Vaterländischen Krieg von 1812. Mit der Errichtung einer monumentalen orthodoxen Kathedrale, die in ihren Ausmaßen alle bisherigen russischen Kirchenbauten in den Schatten stellen sollte, wollte der damalige Zar Alexander I. die Dankbarkeit für den hart und verlustreich errungenen Sieg ausdrücken und zugleich die Macht und die überragende Größe des Russischen Kaiserreiches demonstrieren. Die Errichtung von Kirchenbauten als Zeichen der Dankbarkeit für historische Siege Russlands war im Zarenreich eine jahrhundertelange Tradition: So wurde beispielsweise die Kasaner Kathedrale am Roten Platz um 1625 anlässlich der Vertreibung der polnisch-litauischen Besatzer errichtet; die ebenfalls am Roten Platz stehende Basilius-Kathedrale ließ Iwan der Schreckliche zum Andenken an seinen Sieg über das Khanat Kasan bauen.
Wegen der angestrebten Monumentalität der neu zu bauenden Kathedrale war zunächst geplant, sie auf den 70 Meter hohen Sperlingsbergen zu errichten, wodurch die Kathedrale innerhalb Moskaus praktisch von überall aus sichtbar sein sollte. Für Entwürfe der Kirche wurde 1813 ein Ideenwettbewerb veranstaltet, den schließlich Alexander Witberg (1787–1855) gewann, ein junger und bis dato unbekannter Maler und Architekt schwedischer Abstammung. Sein Entwurf sah ein für Russland bis dahin einmaliges, mit ausgedehnten säulengestützten Portalen versehenes Kirchenbauwerk von fast 250 Metern Höhe vor, dessen Kuppelkonstruktion an den Petersdom in Rom und auch an die 1811 fertiggestellte Kasaner Kathedrale von St. Petersburg erinnern sollte. Unter den Portalen der Kathedrale sollten alle Gefallenen des Krieges von 1812 ihre letzte Ruhestätte finden.
Im Oktober 1817 erfolgte schließlich die feierliche Grundsteinlegung der Kirche. Allerdings konnte Witbergs Entwurf nicht verwirklicht werden. Zum einen erwies sich der Baugrund auf den Sperlingsbergen im Nachhinein als zu weich und instabil für ein Gebäude dieses Ausmaßes, zum anderen wurde Witberg 1826 wegen Untreue bei der Beschaffung des Baumaterials angeklagt und nach einem langwierigen Prozess 1835 schließlich nach Wjatka verbannt. Die Bauarbeiten auf den Sperlingsbergen wurden Ende der 1820er Jahre eingestellt.

### Bau nach Entwurf Thons

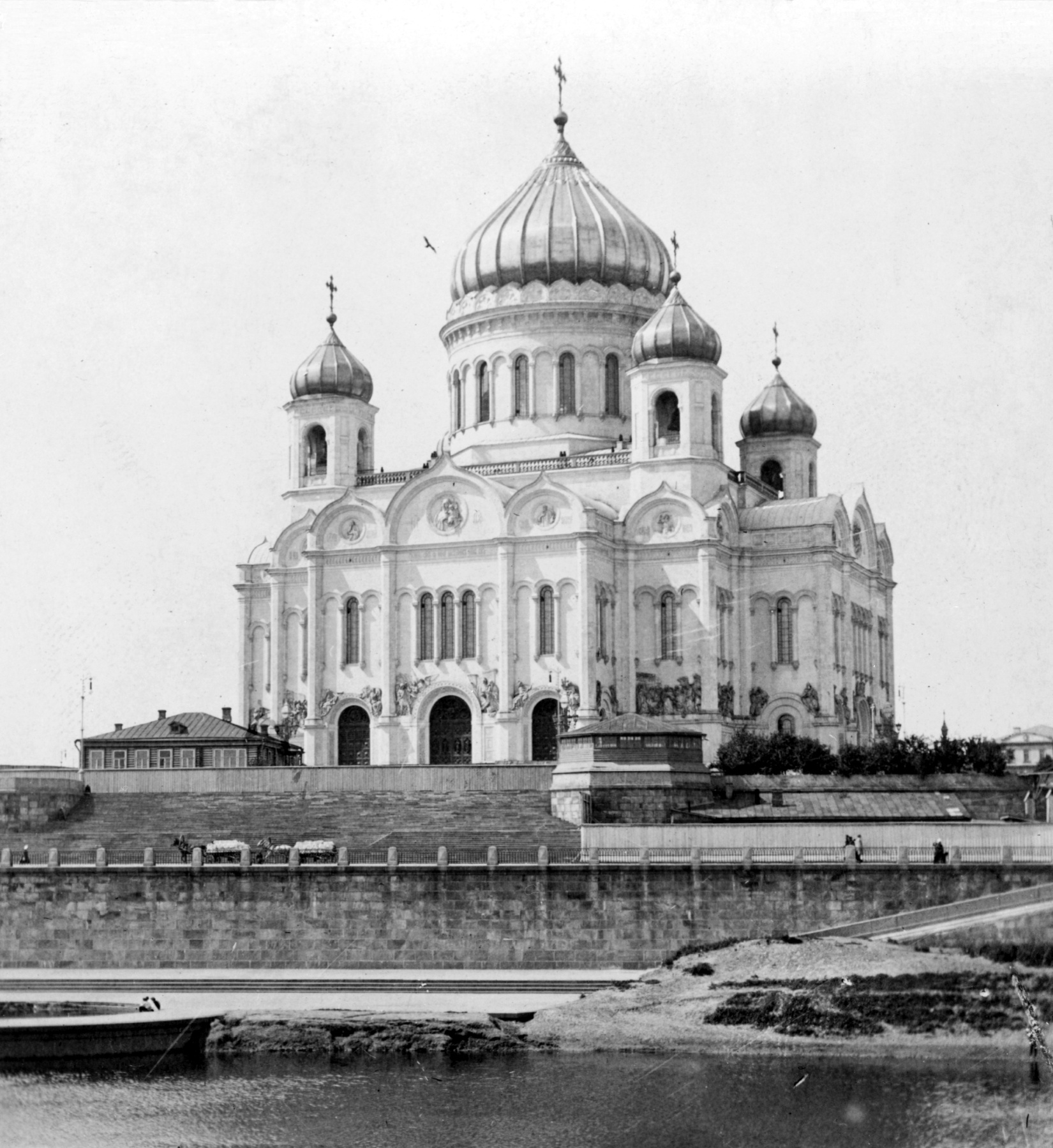
Die Erlöserkathedrale auf einer Fotografie von 1903

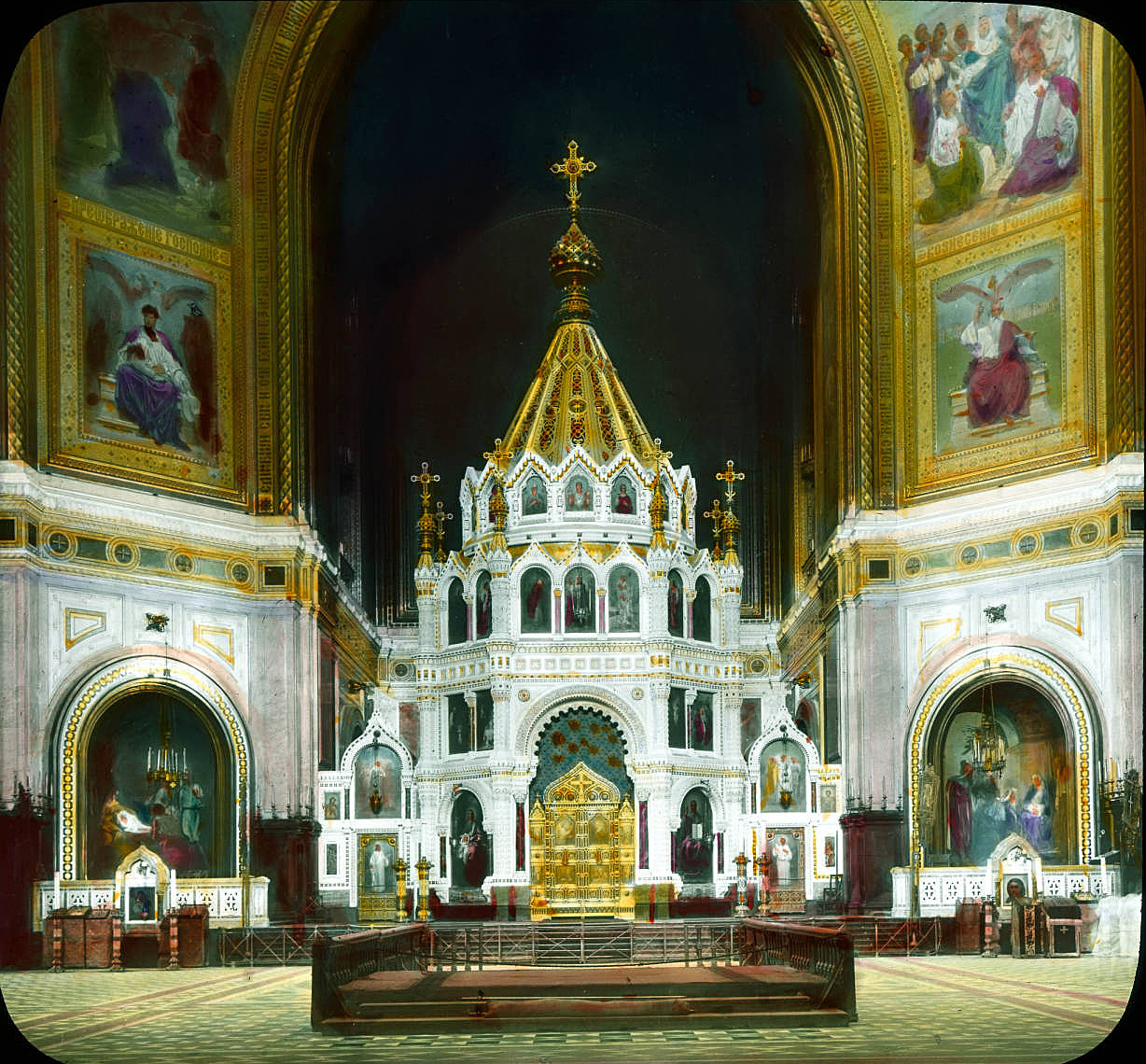
Kolorierte Fotografie der Ikonostase, 1931

Das Bauvorhaben für eine Kathedrale zum Andenken an den Sieg über Napoleon wurde nach dem Scheitern des ersten Projektes weiterverfolgt. 1832 stellte der renommierte russisch-deutsche Architekt Konstantin Thon (1794–1881) einen neuen Entwurf für den Kirchenbau dem Zaren Nikolaus I. vor. Das Projekt sah als Standort für die Kathedrale ein Grundstück direkt am linken Moskwa-Ufer und in fast unmittelbarer Nachbarschaft zum Kreml vor. Architektonisch unterschied sich der neue Entwurf erheblich vom alten: Die Kathedrale sollte an die traditionelle, russisch-byzantinische Bauweise für orthodoxe Sakralbauten anknüpfen und sich damit harmonisch in das Gesamtbild des Moskauer Stadtkerns einfügen.
Am 10. April 1832 billigte der Zar den Entwurf Thons. Da sich auf dem Baugrundstück zu dieser Zeit unter anderem das Aleksejewski-Frauenkloster befand, verzögerte sich der Baubeginn noch um einige Jahre. Erst nachdem das Kloster in den Vorort Sokolniki verlegt und seine alten Bauten wie auch die weiteren dort befindlichen Gebäude abgetragen worden waren, erfolgte am 10. September 1839 die Grundsteinlegung am Moskwa-Ufer. Einer der am Bau beteiligten Architekten war Nikolai Iwanowitsch Tschitschagow. Finanziert wurde der Bau, der insgesamt bis zu 15 Millionen Rubel gekostet hatte, sowohl mit Mitteln aus dem Staatshaushalt als auch durch zahlreiche private Spenden von Gläubigen. Wegen der hohen Komplexität des Entwurfs und der schwierigen geologischen Bedingungen dauerte es von der Grundsteinlegung bis zur Fertigstellung des Gotteshauses 44 Jahre. So musste im Zuge der Bauarbeiten für das Fundament rund 100.000 m³ Baugrund ausgehoben werden. Für die Grundmauern der Kathedrale benötigte man insgesamt 40 Millionen Backsteine. 1841 war der Sockel und 1849 das Gewölbe der großen Kuppel fertig gestellt. 1860 wurden die äußeren Gerüste entfernt.
Die feierliche Einweihung der Christ-Erlöser-Kathedrale war ursprünglich für das Jahr 1881 geplant, da die Kathedrale zu dieser Zeit bereits weitgehend fertig war. Allerdings verhinderte die Ermordung des Zaren Alexander II. im März jenes Jahres die Zeremonie. Erst zwei Jahre später fand die Einweihung zusammen mit der Krönung seines Nachfolgers, Alexander III., am 26. Mai 1883 statt. Begleitet wurde sie von einem Feuerwerk und einem Glockengeläut sämtlicher Moskauer Kirchen.
Neun Monate vor der Einweihung, am 20. August 1882, wurde in dem Gebäude Tschaikowskis Ouvertüre 1812 mit großem Erfolg uraufgeführt. Seit ihrer Einweihung war die Kathedrale das Zentrum des russisch-orthodoxen Lebens Moskaus. Dort fanden Gottesdienste und Festakte zu besonders feierlichen Anlässen statt, so im Jahr 1912 zum 100. Jahrestag des Sieges über Napoleon und 1913 zum 300-jährigen Herrschaftsjubiläum der Romanow-Dynastie.
Nach dem Tod Alexanders III. im Jahr 1894 beschloss die Russisch-Orthodoxe Kirche, ihm als demjenigen Zaren, zu dessen Zeit die Kathedrale eingeweiht wurde, ein Denkmal zu widmen und dieses vor dem Kathedralengebäude aufzustellen. Hierzu wurden Spenden in einer damaligen Rekordhöhe von fast 2,5 Millionen Rubel gesammelt. Am 30. Mai 1912, parallel zu den Feierlichkeiten zum 100-jährigen Jubiläum des Sieges über Frankreich, wurde das Monument vor der Kathedrale an der Seite zur Moskwa hin enthüllt. Das Denkmal, an dessen Entwurf der Moskauer Architekt Alexander Pomeranzew (1849–1918) beteiligt war, zeigte den Zaren auf dem Thron sitzend, umringt von gekrönten, bronzenen Doppelkopfadlern, dem Symbol des Staatswappens des Russischen Reichs. Das Bauwerk, das die Mächtigkeit und Unbesiegbarkeit der Zarenherrschaft symbolisieren sollte, überdauerte nur sechs Jahre: Im Sommer 1918 wurde es von den während der Oktoberrevolution 1917 an die Macht gekommenen Bolschewiki als unerwünschtes Statussymbol des Zarenreichs demontiert.

### Zerstörung 1931

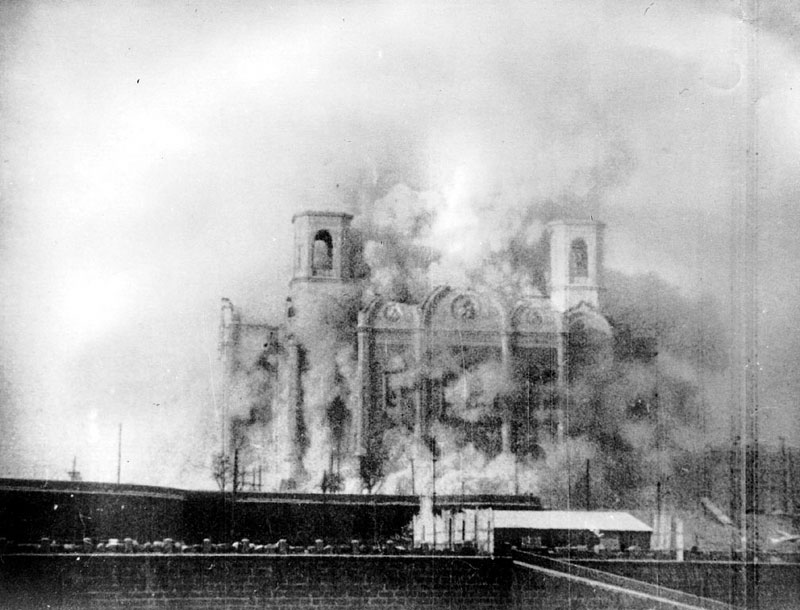
Sprengung der Kathedrale 1931

Die Kathedrale selbst blieb nach der Revolution zunächst noch bestehen, nachdem sie 1922 von der sogenannten Renovationskirche, einer die neuen Machthaber unterstützenden schismatischen Bewegung der Russisch-Orthodoxen Kirche, gewaltsam übernommen worden war. Endgültig besiegelt wurde das Schicksal der Kirche einige Jahre später, nachdem die Staatsmacht auf Geheiß des Partei- und Staatschefs Josef Stalin beschlossen hatte, auf dem Grundstück der Kathedrale den monumentalen Palast der Sowjets errichten zu lassen. Anders als die Erlöserkathedrale sollte dieses Bauwerk nicht das alte Zarenreich, sondern die neue Sowjetunion architektonisch repräsentieren und eine weltweit bis dahin unvorstellbare Höhe von 415 Metern erreichen. Der Kirchenbau, der dem neuen Palast weichen sollte, wurde daraufhin geschlossen und ausgeräumt. Nachdem sich das einfache Abtragen der Kathedrale als zu aufwändig erwiesen hatte, wurde sie am 5. Dezember 1931 auf Befehl des Parteisekretärs Lasar Kaganowitsch, der zu dieser Zeit die meisten neuen Bauvorhaben der neuen Hauptstadt leitete, gesprengt. Ihre Ruinen mussten anschließend über ein Jahr lang abgeräumt werden. Einige wenige Fragmente gelangten in Museen oder Privatsammlungen.
Der Mitte der 1930er Jahre begonnene Bau des Palastes der Sowjets ging letztendlich nicht über die Fertigstellung der Fundamente hinaus, da er aufgrund des für ein solch gigantisches Bauwerk viel zu lockeren Baugrunds immer wieder ins Stocken geriet und mit Beginn des Krieges gegen das nationalsozialistische Deutsche Reich schließlich bis auf weiteres eingestellt wurde. Nach Kriegsende verlor jedoch das Vorhaben für den Palast seine ursprünglich hohe Priorität und war nach Stalins Tod 1953 Geschichte. Stattdessen wurden die Fundamente für die Errichtung des Freibades Moskwa genutzt. Dieses wurde 1958 fertiggestellt und bot Bademöglichkeiten in einem 13.000 m² großen, ganzjährig beheizten Schwimmbecken.

### Wiederaufbau ab 1995

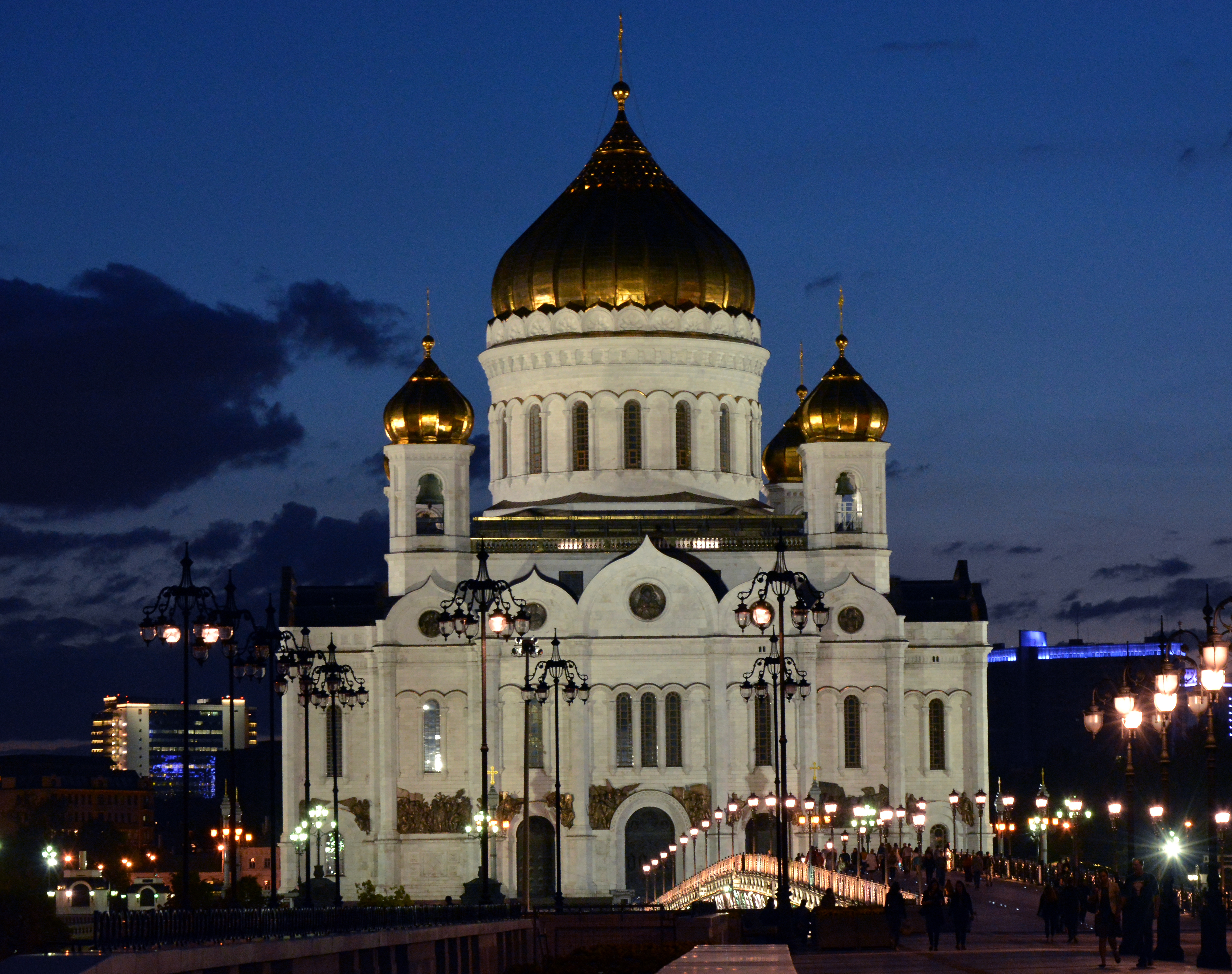
Die wiederaufgebaute Kathedrale bei Nacht

Mit der zunehmenden Wiederkehr der orthodoxen Kultur in der Sowjetunion Ende der 1980er Jahre während der Perestroika wurde in der Öffentlichkeit immer häufiger die Wiedererrichtung der Erlöserkathedrale und ihre Wiedereinrichtung als religiöses Zentrum Russlands gefordert. 1990 bildete sich eine Bürgerinitiative für den Wiederaufbau. 1992 wurde auf Erlass des damaligen Präsidenten Boris Jelzin eine Stiftung eingerichtet, die im ganzen Land Spendenmittel für diesen Zweck sammelte. Kurze Zeit später wurde das inzwischen marode gewordene Schwimmbad abgerissen. Am 7. Januar 1995, dem Tag des orthodoxen Weihnachtsfestes, erfolgte an seiner Stelle die Grundsteinlegung für den Neubau.
Um den Nachbau möglichst originalgetreu zu halten, wurde nicht nur auf alte Entwürfe und Skizzen zurückgegriffen, sondern auch auf Erinnerungen von Zeitzeugen und auf zahlreiche Fotos des alten Bauwerks von außen und von innen, die in Archiven gefunden wurden. Da die Grundmauern nicht wie ursprünglich aus einzelnen Backsteinen, sondern aus Stahlbeton errichtet wurden, gelang der Wiederaufbau mit fünfeinhalb Jahren wesentlich schneller als der Bau des Originals. Bereits Mitte 1997 konnte das Gebäude im Rohbau fertiggestellt und mit den Inneneinrichtungsarbeiten begonnen werden. Am 31. Dezember 1999, symbolisch zum 2000. Jahrestag der Geburt Christi, wurde die neue Kathedrale erstmals für die Öffentlichkeit zugänglich gemacht.
Am 19. August 2000 erfolgte die Einweihung durch Patriarch Alexius II. Die Baukosten betrugen nach Angaben der Wiedererrichtungsstiftung rund 170 Millionen US-Dollar, die vollständig aus Spenden von Organisationen und Privatpersonen stammen. Der Wiederaufbau gilt als eines der ehrgeizigsten Bauprojekte der 1990er Jahre des Moskauer Oberbürgermeisters Juri Luschkow.

## Architektur und Ausstattung

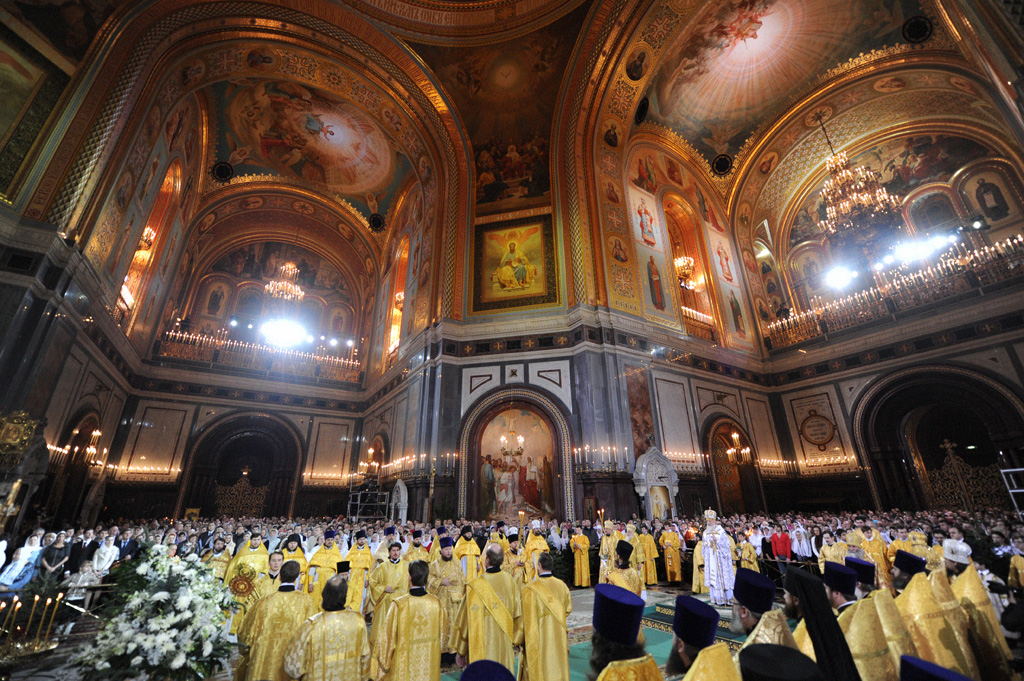
Gottesdienst im Innenraum

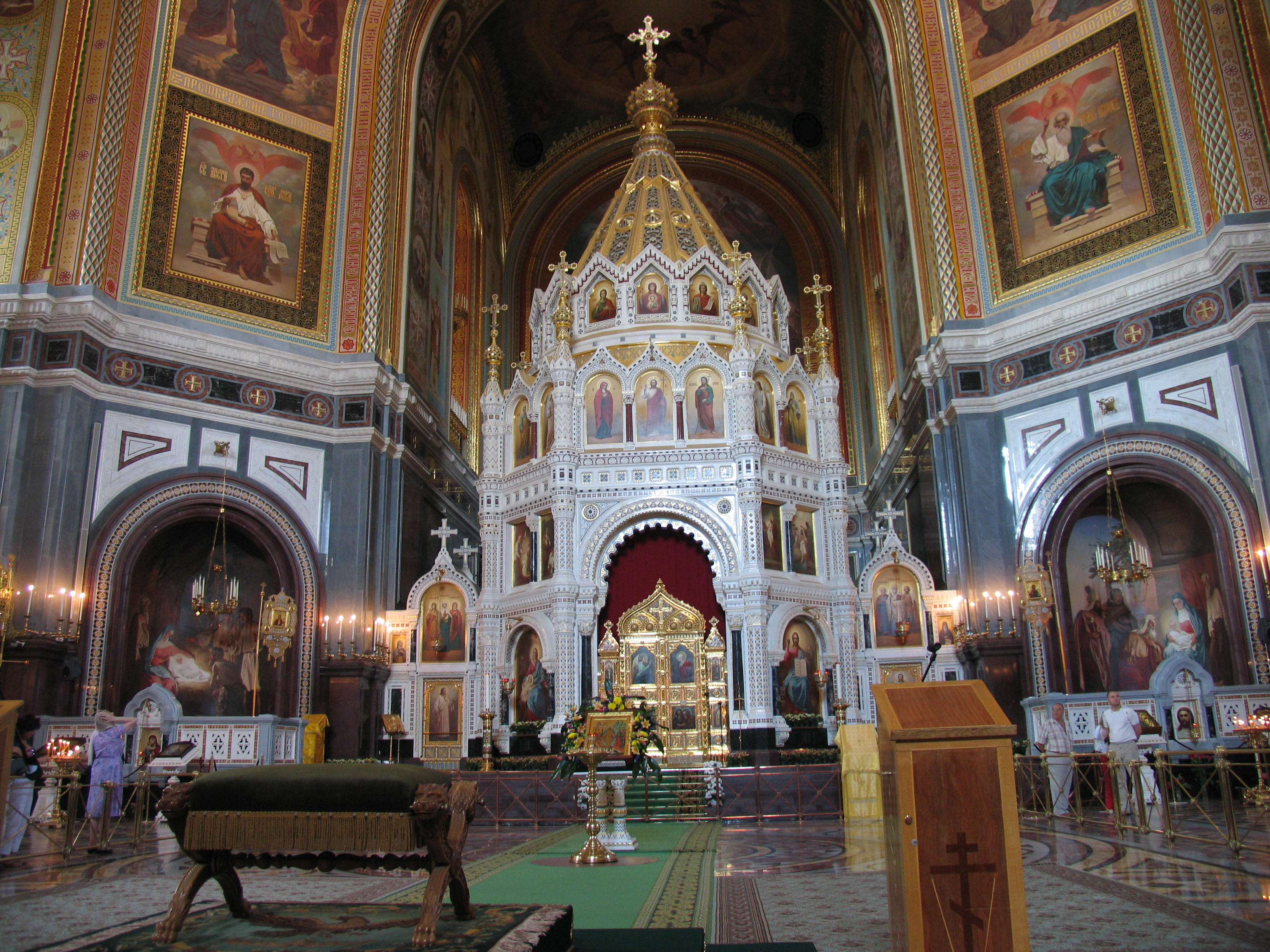
Innenansicht mit Blick auf die Ikonostase

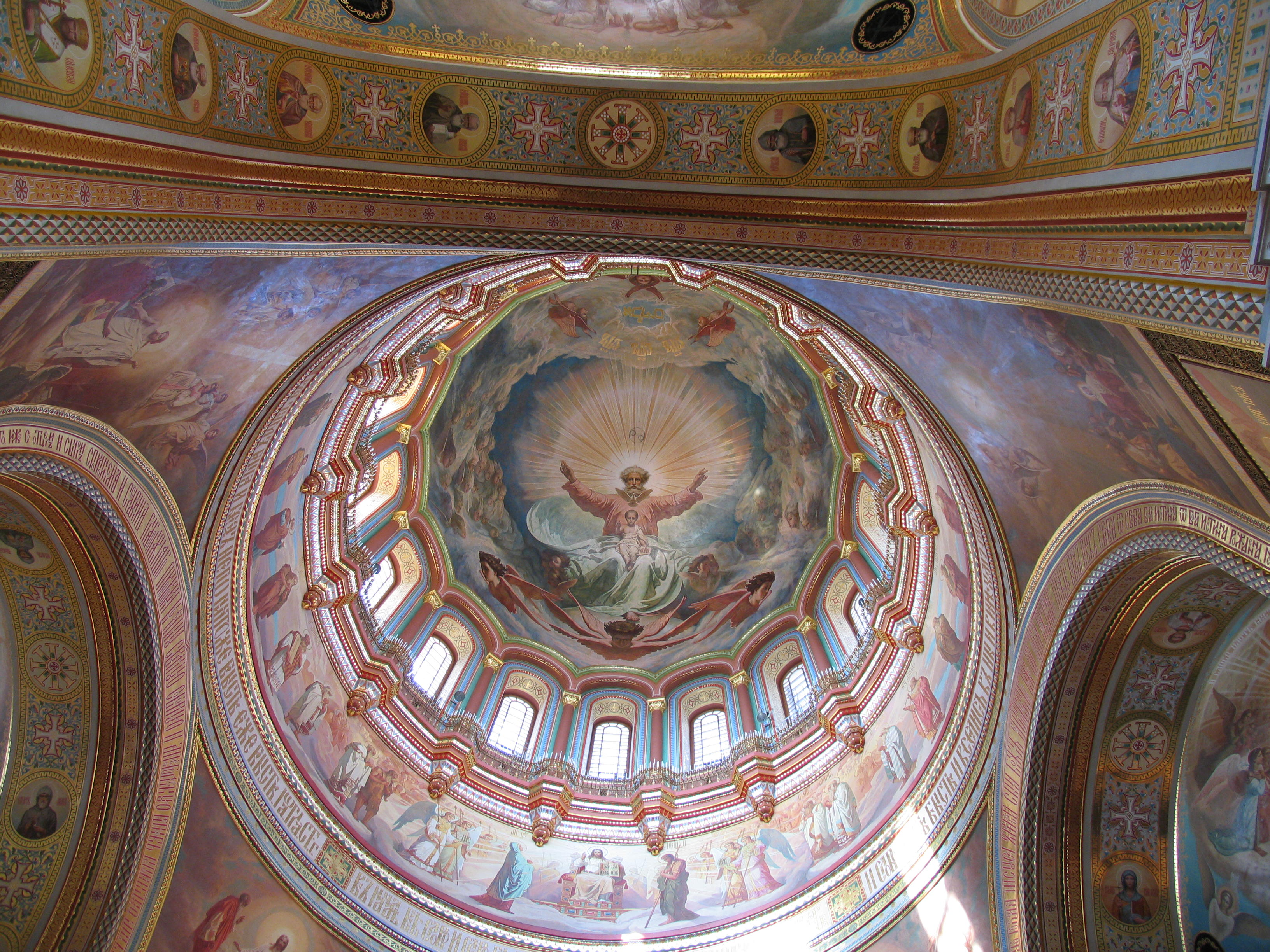
Kuppelfresko

### Außenarchitektur
Die wiederaufgebaute Christ-Erlöser-Kathedrale ist dem ursprünglichen Bau äußerlich weitgehend originalgetreu nachempfunden. Das Gebäude ist in seinem zentralen Teil einschließlich der großen Kuppel und ihres Kreuzes 103,5 m hoch. Von oben betrachtet weist das Bauwerk die Form eines etwa 85 m breiten, seitengleichen Kreuzes auf. Die bis zu 3,2 m dicken Grundmauern des Tempels bestehen in ihrem Inneren aus monolithischen Stahlbetonplatten, die außen mit einer Backsteinschicht und oberhalb dessen mit weißem Marmor aus dem Ural verkleidet wurden. Die 14 Glocken wurden beim Wiederaufbau von den Moskauer Lichatschow-Werken gegossen und sind auf alle vier Ecktürme sowie auf den Tor-Turm der Verklärung Christi verteilt. Die große Zarenglocke, die nur zu besonders feierlichen Anlässen geläutet wird, wiegt etwa 30 Tonnen. Die vier nächstgrößeren Glocken heißen Heilige-Hierarchen-Glocke / Sonntagsglocke (18 Tonnen), Fastenglocke (9 Tonnen), Polyelei-Glocke (5 Tonnen) und Alltags-Glocke (3,4 Tonnen).
Wie auch der Originalbau wurde die wiedererrichtete Kathedrale im sogenannten neorussischen Stil erbaut, einer insbesondere für Moskau des späten 19. Jahrhunderts weit verbreiteten historistischen Stilrichtung, die an Traditionen altrussischer Baukunst in Verbindung mit Elementen der byzantinischen Architektur anknüpft. Die altrussische Komponente des Kathedralenbaus ist vor allem an ihrer Fassade zu erkennen: Hierzu gehören die für russisch-orthodoxe Kirchenbauten des 15. und des 16. Jahrhunderts typischen bogenförmigen Fenster (insgesamt 60) und Tore (je drei pro Seite), sowie die dekorativen, speerförmigen Kokoschnik-Ornamente (je fünf pro Seite) und die vier spitzen Glockentürme mit den zwiebelförmigen Kuppeldächern. Die Kuppelkonstruktion entstammt hingegen der byzantinischen Kirchenbautradition. Das Dach wird von insgesamt fünf Kuppeln gekrönt, von denen vier kleinere in symmetrischer Weise rund um die große zentrale Kuppel mit 30 m Durchmesser angeordnet sind. Die große und die vier kleinen Kuppeln sollen Jesus Christus und die vier Evangelisten Markus, Matthäus, Johannes und Lukas symbolisieren. Für die Vergoldung aller fünf Kuppeln wurden beim Wiederaufbau rund 12 kg Blattgold aufgewendet – im Gegensatz zu den 400 kg des Originalbaus, dessen Kuppeln nach einem damals üblichen, weniger komplexen Verfahren vergoldet wurden.
Beim Bau der Kathedrale im 19. Jahrhundert wurde deren Fassade an allen vier Seiten zusätzlich mit Ornamenten geschmückt, die über 100 Skulpturen mit Motivdarstellungen aus dem Alten Testament und der russischen Geschichte beinhalteten. Autoren dieser Skulpturabbildungen waren renommierte Bildhauer jener Zeit, darunter Peter Clodt von Jürgensburg, Anton Iwanow und Fjodor Tolstoi. Beim Wiederaufbau wurden die Ornamente in einer ähnlichen Form von zeitgenössischen Bildhauern nachgebaut. Einige der erhaltenen Originalskulpturen Alexander Loganowskis können im Moskauer Donskoi-Kloster besichtigt werden.

### Innenausstattung
Der Innenraum der Kathedrale erreicht im Bereich der Hauptkuppel eine Deckenhöhe von 79 m und bietet Platz für bis zu 10.000 Personen. Das Volumen des Innenraumes beträgt etwa 524.000 m³, womit die Erlöserkathedrale als das größte russisch-orthodoxe Kirchenbauwerk weltweit gilt. Das zentrale Element ihrer Räumlichkeiten ist der Altar mit einer knapp 27 m hohen Ikonostase, die in Form einer Kapelle ausgeführt ist. Deren zentrales Teil ist der Geburt Christi gewidmet, während seitlich davon Ikonen mit Darstellungen des kanonisierten Fürsten Alexander Newski (nördlicher Altar) und des Heiligen Nikolaus von Myra (südlicher Altar) zu sehen sind.
Besonders auffällig an der Innenausstattung ist die Bemalung ihrer Innenwände. Insgesamt nehmen die Fresken im Inneren der Kirche eine Fläche von gut 22.000 m² ein. Beim Originalbau wurden sie von über 30 berühmten russischen Malern des 19. Jahrhunderts geschaffen, darunter Wassili Surikow, Iwan Kramskoi, Wassili Wereschtschagin, Henryk Siemiradzki oder Jewgraf Sorokin. Auch die wiedererrichtete Kathedrale wurde in Anlehnung an das Original in ihrem Inneren sehr aufwändig bemalt, wobei alle Motive den Figuren aus dem Alten und dem Neuen Testament sowie den in der Russisch-Orthodoxen Kirche verehrten Heiligen gewidmet sind. Das mit bis zu 16 m Durchmesser größte Fresko befindet sich direkt unter der Hauptkuppel und stellt die Dreifaltigkeit des Neuen Testaments dar. Alle Fresken, die heute das Innere schmücken, wurden von 1997 bis 2000 unter der Leitung der Russischen Kunstakademie und ihres Präsidenten, des georgisch-russischen Bildhauers Surab Zereteli, erschaffen.
Zum architektonischen Komplex der Christ-Erlöser-Kathedrale gehört auch die Christi-Verklärungskirche (russ. Преображенская церковь), die im August 1996 zum Andenken an das bis 1839 an dieser Stelle bestehende Frauenkloster errichtet wurde. Diese Kirche wurde beim Neubau der Kathedrale vollständig in das Gebäude eingeschlossen und befindet sich heute im Kellergeschoss. Sie ist einer der wenigen Bestandteile des Tempels, die es beim Originalbau in der Form nicht gab. Neben der Verklärungskirche befindet sich in den Kellerräumen ein Museum, das Besucher über die Geschichte der Kathedrale, ihre Errichtung, Zerstörung und den Wiederaufbau informiert und für Besuchergruppen Führungen durch das Gebäude und zu den Glockentürmen bietet. Im Museum sind auch Teile der Originalfresken zu besichtigen, welche die Innenwände vor ihrem Abriss 1931 schmückten. Darüber hinaus beherbergt das Kellergeschoss eine Tagungshalle der Russisch-Orthodoxen Synode, eine Veranstaltungshalle, mehrere Festtagsspeisesäle sowie Versorgungs- und Diensträume.

## Ereignisse

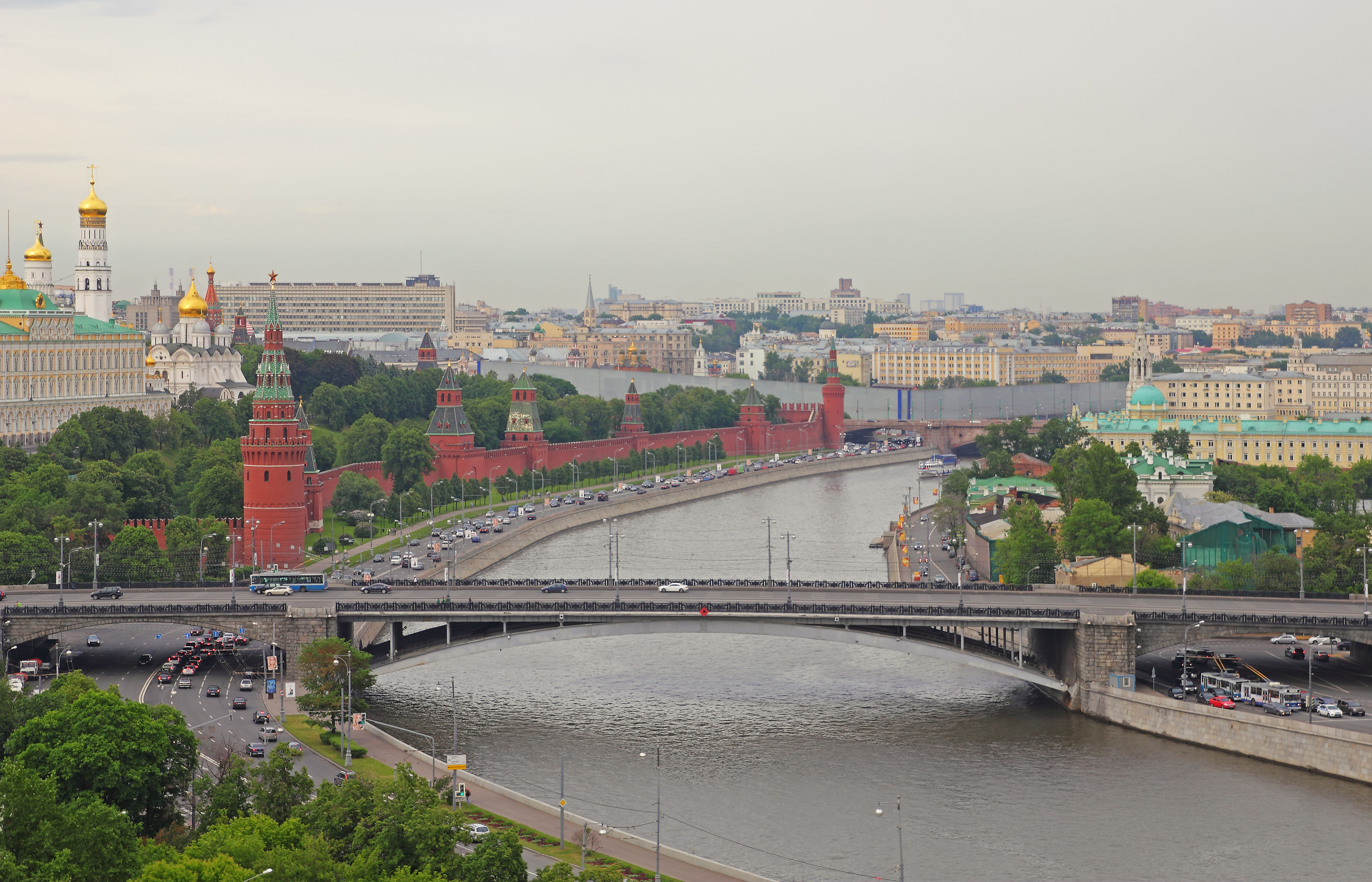
Aussicht von der Kuppel auf Kreml, Moskwa und Große Steinerne Brücke

Bereits bei ihrer ersten Fertigstellung im Jahr 1883 galt die Christ-Erlöser-Kathedrale als Zentrum des religiösen Lebens in Russland. Auch nach ihrer Wiedererrichtung übernahm sie die Rolle des zentralen Gotteshauses der Russisch-Orthodoxen Kirche. Ihr Vorsteher ist immer der Patriarch von Moskau und ganz Russland. Zu allen wichtigen orthodoxen Festen leitet er dort feierliche Gottesdienste, denen auch ranghohe russische Politiker beiwohnen. Außerdem werden regelmäßige Gottesdienste samstags ab 17 Uhr sowie sonntags ab 10 Uhr gefeiert.
Zu den weiteren feierlichen Ereignissen der jüngsten Zeit, die in der Erlöserkathedrale stattgefunden haben, gehören die Trauergottesdienste für den verstorbenen Ex-Präsidenten Boris Jelzin am 25. April 2007 und den Patriarchen Alexius II. am 7. Dezember 2008, die jährlich stattfindenden Treffen des Weltkonzils des Russischen Volkes, ferner die Unterzeichnung des Übereinkommens zur Vereinigung der Russisch-Orthodoxen Auslandskirche mit dem Moskauer Patriarchat am 17. Mai 2007 sowie die Inthronisation des Patriarchen Kyrill am 1. Februar 2009.
Am 21. Februar 2012 drangen Mitglieder der russischen Punkband Pussy Riot, unter ihnen Nadeschda Andrejewna Tolokonnikowa, Jekaterina Stanislawowna Samuzewitsch und Marija Wladimirowna Aljochina, in die Kirche ein und veranstalteten im Altarbereich ein kurzes Happening mit Gesängen und Gebeten gegen den Patriarchen Kyrill und den designierten russischen Präsidenten Wladimir Putin. Der Auftritt führte zur Verhaftung und im August des Jahres zur Verurteilung dreier Musikerinnen zu je zwei Jahren Lagerhaft wegen „Rowdytums aus religiösem Hass“. Das Urteil hatte weltweite Proteste und Diskussionen zur Frage der Meinungsfreiheit in Russland unter Wladimir Putin zur Folge.